# Formidable (Lied)
Formidable (zu deutsch: fantastisch, großartig) ist ein Lied des belgischen Sängers Stromae. Die zweite Singleauskopplung seines zweiten Albums √ (Racine carrée) wurde in Belgien am 1. Juni 2013 veröffentlicht und startete gleich auf Platz eins der dortigen Charts. Es ist seine erfolgreichste Single seit Alors on danse (2009).
Das Musikvideo trägt den Untertitel „ceci n'est pas une leçon“ (Dies ist keine Lektion).

## Inhalt
Die Handlung dreht sich um einen kürzlich verlassenen Mann, der pessimistisch seiner Exfreundin nachtrauert und sich betrunken an verschiedene Leute wendet. Dabei wiederholt er ständig (jeweils im Refrain), wie großartig doch am Tag zuvor noch alles war und bringt so seine Verzweiflung über die aktuelle Misslage zum Ausdruck.
In der ersten Strophe spricht er eine fremde Frau an und möchte ihr von seinem Leid berichten. Sie ist abgeschreckt und wenig bereit, ihm Gesellschaft zu leisten, womöglich aus Angst, er könne aufgrund seiner Verzweiflung und seiner Trunkenheit aggressiv werden. 
Die zweite Strophe ist an einen verheirateten Mann gerichtet. Der Sänger warnt ihn, er solle sich besser nichts auf den Bund der Ehe einbilden. Es sei schließlich nur ein Ring und seine Ehefrau werde ihn sowieso verlassen, wie Frauen es seiner Meinung nach immer tun. Außerdem fragt er ihn, ob er seiner Frau schon von „der anderen“ erzählt hätte und bietet ihm an, es für ihn zu tun, um die Trennung (die – und das ist die Grundaussage – sowieso bevorsteht) zu vereinfachen.
Adressat der dritten Strophe ist zunächst ein Junge, dem der Sänger erklärt, dass es im Leben kein „Gut und Böse“ gäbe. Dann wendet er sich an die Menschen, die ihn herabwürdigend ansehen (als sei er ein Affe) und kritisiert diese dafür. Dabei betont er, dass auch sie keine Heiligen seien, sondern letztendlich auch nur eine Bande Affen. Im Kontext des Musikvideos, in dem der Künstler betrunken an der Haltestelle von vielen wartenden und umherlaufenden Menschen angestarrt und gefilmt wird, erzielen diese Zeilen eine noch größere Wirkung.

## Musikvideo
Am 22. Mai 2013 erschienen erste Amateuraufnahmen auf YouTube, die Stromae am Morgen des 21. Mai scheinbar betrunken an einer U- und Straßenbahnstation in Brüssel herumlaufen zeigen. Die Bilder verbreiteten sich viral. Kurz darauf wurde verkündet, dass es bei der Aktion um die Aufnahmen eines Musikvideos handelte. Stromae bestätigte dies am 24. Mai 2013 in der französischen Fernsehsendung Ce soir ou jamais, in der er seine neue Single „Formidable“ erstmals live zum Besten gab.
Das Musikvideo, das ausschließlich mit versteckter Kamera gefilmt wurde, zeigt Stromae mit Kopfhörern betrunken an der Straßenbahnhaltestelle Louise. Dabei läuft er sichtlich niedergeschlagen umher und nuschelt oder schreit immer wieder einige Zeilen des Liedes, wodurch er die Aufmerksamkeit der Passanten und einiger Polizisten erregt. Letztere sprechen ihn an, bekennen sich als Fans seiner Musik und bieten ihm an, ihn nach Hause zu fahren. Zur Verständlichkeit der nicht-frankophonen ist der ins Englische übersetzte Liedtext als Untertitel eingeblendet.

## Kommerzieller Erfolg

### Chartplatzierungen
| ChartsChartplatzierungen | Höchstplatzierung | Wochen |
| ------------------------ | ----------------- | ------ |
| Deutschland (GfK)        | 39 (4 Wo.)        | 4      |
| Flandern (Ultratop)      | 1 (40 Wo.)        | 40     |
| Frankreich (SNEP)        | 1 (87 Wo.)        | 87     |
| Österreich (Ö3)          | 36 (2 Wo.)        | 2      |
| Schweiz (IFPI)           | 13 (43 Wo.)       | 43     |
| Wallonie (Ultratop)      | 1 (41 Wo.)        | 41     |

| ChartsJahrescharts (2013) | Platzierung |
| ------------------------- | ----------- |
| Flandern (Ultratop)       | 7           |
| Frankreich (SNEP)         | 5           |
| Schweiz (IFPI)            | 59          |
| Wallonie (Ultratop)       | 2           |

| ChartsJahrescharts (2014) | Platzierung |
| ------------------------- | ----------- |
| Flandern (Ultratop)       | 63          |
| Frankreich (SNEP)         | 42          |
| Wallonie (Ultratop)       | 48          |

### Auszeichnungen für Musikverkäufe
| Land/Region       | Auszeichnungen für Musikverkäufe (Land/Region, Auszeichnung, Verkäufe) | Verkäufe |
| ----------------- | ---------------------------------------------------------------------- | -------- |
| Belgien (BRMA)    | 3× Platin                                                              | 60.000   |
| Dänemark (IFPI)   | Platin                                                                 | 90.000   |
| Italien (FIMI)    | Platin                                                                 | 100.000  |
| Kanada (MC)       | Platin                                                                 | 80.000   |
| Österreich (IFPI) | Gold                                                                   | 15.000   |
| Schweiz (IFPI)    | Platin                                                                 | 30.000   |
| Insgesamt         | 1× Gold · 7× Platin ·                                                  | 375.000  |